# Madecacesta gaudroni
Madecacesta gaudroni es la única especie de escarabajo del género Madecacesta, familia Buprestidae. Fue descrito por Descarpentries en 1976.
Se distribuye por Madagascar.